# コートニー・ホーキンス
コートニー・ジェームズ・ホーキンス（Courtney James Hawkins、1993年11月12日 - ）は、アメリカ合衆国テキサス州コーパスクリスティ出身のプロ野球選手（外野手）。右投右打。アメリカ独立リーグ・アトランティックリーグのチャールストン・ダーティーバーズ所属。

## 経歴

### プロ入り前
高校時代はテキサス州のゲータレード年間最優秀選手賞を受賞し、ESPNによる全米高校生ランキングでは5位にランクインしていた。

### プロ入りとホワイトソックス傘下時代
2012年のMLBドラフト1巡目（全体13位）でシカゴ・ホワイトソックスから指名され、予定していたテキサス大学オースティン校への進学を取りやめプロ入り。
2018年途中まで傘下のマイナーチームでプレーしたが、最高でAA級でのプレーにとどまり、メジャーへ昇格することがないまま4月18日に自由契約となった。

### 独立リーグ時代

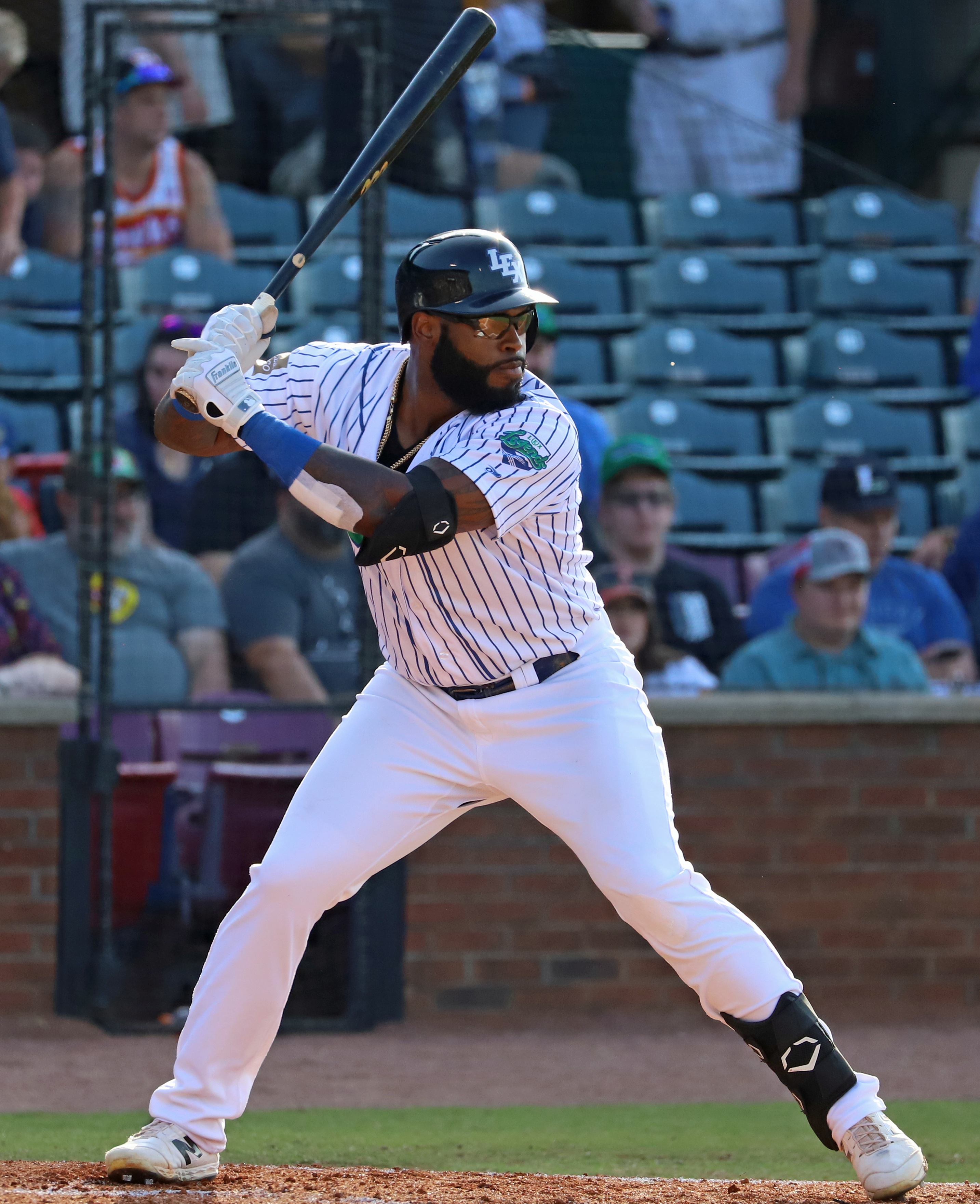
レキシントン・レジェンズ時代（2021年6月26日）

2018年4月26日にアトランティックリーグのシュガーランド・スキーターズと契約した。契約後は88試合に出場して打率.285、18本塁打、72打点を記録した。

### レッズ傘下時代
2018年8月10日に保有権がシンシナティ・レッズへ譲渡された。移籍後は傘下のA+級デイトナ・トーテュガスへ送られた。
2019年5月3日に自由契約となった。

### 独立リーグ時代
2019年5月10日に、前年も所属したアトランティックリーグのシュガーランド・スキーターズと再契約した。

### ジャイアンツ傘下時代
2019年5月14日に保有権がサンフランシスコ・ジャイアンツへ譲渡された。移籍後は傘下のAAA級サクラメント・リバーキャッツへ送られたが、ここでもメジャーデビューできないまま、シーズン終了後にFAとなった。

### 独立リーグ時代
2020年7月にアトランティックリーグのシュガーランド・スキーターズと三たび契約し、新型コロナウイルスの感染拡大の影響でマイナーリーグが開催中止となり実戦の機会が失われた選手の受け皿として一時的に創設されたコンステレーション・エナジーリーグでプレーした。オフにはメキシコウィンターリーグ（LMP）のモンテレイ・サルタンズでプレーした。
2021年5月4日にアトランティックリーグのレキシントン・レジェンズと契約した。この年は106試合に出場して32本塁打を記録した。プレーオフのロングアイランド・ダックスとのリーグチャンピオンシップシリーズ第4戦では3本塁打を記録。チームはこの試合に勝利して球団史上初の優勝を成し遂げ、自身はシリーズMVPを受賞した。
2022年は127試合に出場し、2000年のオジー・カンセコと並びリーグ史上最多タイ記録となる48本塁打を放って本塁打と打点の二冠に輝き、シーズンMVPを受賞した。

### ソフトバンク時代
2022年のシーズン終了後に福岡ソフトバンクホークスの秋季キャンプにテスト生として参加した。その後、12月22日にソフトバンクと正式に契約した。背番号は10。2023年1月30日に福岡PayPayドーム内で入団会見を行い、意気込みを語った。
2023年はオープン戦で打率.205、1本塁打、3打点と不振に終わり、開幕を二軍で迎えた。外国人のフレディ・ガルビスやウイリアンス・アストゥディーヨ、さらに途中からホークスに復帰したアルフレド・デスパイネも打撃不振であったが、ホーキンス自身の不振もあり一軍昇格の機会はなかなか与えられなかった。デスパイネが下半身のコンディション不良のため登録抹消となった8月30日にようやく一軍昇格を果たす。同日のオリックス・バファローズ戦（福岡PayPayドーム）に7番・指名打者としてNPBデビューを果たすと、6回裏の第三打席では犠牲フライを放ち、これが来日初打点となった。しかし、3試合の出場で10打席無安打と結果を残せずに9月6日に二軍降格となり、そのままシーズンを終えた。10月17日に退団する方向であることが報じられ、12月1日に正式発表された。

### ソフトバンク退団後
2023年10月27日、中東初の野球リーグであるベースボール・ユナイテッドの第1回ドラフトが行われ、ドバイ・ウルブズから2巡目14位で指名を受けた。11月24日、ドバイでの東西対抗形式のオールスター戦にイースト軍の4番・指名打者で先発出場すると、初回2死一塁で打席でジェイアー・ジャージェンスからセンター前に安打を放ち、これがベースボールユナイテッド史上初の安打となった。

### メキシカンリーグ時代
2024年4月22日にリーガ・メヒカーナ・デ・ベイスボル（メキシカンリーグ）のプエブラ・パロッツと契約したが、7試合に出場して25打数4安打（打率.160）、1打点という成績に終わり、5月10日に自由契約となった。

### 独立リーグ復帰
2024年5月17日にアトランティックリーグのチャールストン・ダーティーバーズと契約した。

## 人物
トレードマークはフサフサの髭。この髭については「きれいに見えるようにいつも頑張っています。洗って、コンディショナーも使います」とこだわりを口にする。またソフトバンクの藤本博史前監督は自身の髭について「日本一になればひげをそる」と公言しており、ホーキンスも「優勝したら監督と一緒に剃りたい」と意欲を見せた。
自身の愛称は「ホーク」。ホークスの入団会見の際には、自身と似た愛称のチームへの入団とあって「これ以上のつながりはない。それぐらいのうれしさ。」と喜びを見せた。

## 詳細情報

### 年度別打撃成績
| 年 度     | 球 団        | 試 合 | 打 席 | 打 数 | 得 点 | 安 打 | 二 塁 打 | 三 塁 打 | 本 塁 打 | 塁 打 | 打 点 | 盗 塁 | 盗 塁 死 | 犠 打 | 犠 飛 | 四 球 | 敬 遠 | 死 球 | 三 振 | 併 殺 打 | 打 率 | 出 塁 率 | 長 打 率 | O P S |
| --------- | ------------ | ----- | ----- | ----- | ----- | ----- | -------- | -------- | -------- | ----- | ----- | ----- | -------- | ----- | ----- | ----- | ----- | ----- | ----- | -------- | ----- | -------- | -------- | ----- |
| 2023      | ソフトバンク | 3     | 10    | 9     | 0     | 0     | 0        | 0        | 0        | 0     | 1     | 0     | 0        | 0     | 1     | 0     | 0     | 0     | 4     | 0        | .000  | .000     | .000     | .000  |
| 通算：1年 | 通算：1年    | 3     | 10    | 9     | 0     | 0     | 0        | 0        | 0        | 0     | 1     | 0     | 0        | 0     | 1     | 0     | 0     | 0     | 4     | 0        | .000  | .000     | .000     | .000  |

- 2023年度シーズン終了時

### タイトル
ALPB
- 本塁打王：1回（2022年）
- 打点王：1回（2022年）

### 表彰
ALPB
- シーズンMVP：1回（2022年）
- リーグチャンピオンシップシリーズMVP：1回（2021年）

### 記録

#### ALPB
その他の記録
- シーズン48本塁打：2022年 ※オジー・カンセコと並ぶリーグタイ記録

#### NPB
初記録
- 初出場・初先発出場：2023年8月30日、対オリックス・バファローズ21回戦（福岡PayPayドーム）、7番・指名打者で先発出場[15]
- 初打席：同上、2回裏に田嶋大樹から遊飛
- 初打点：同上、6回裏に小木田敦也から右犠飛[15]

### 背番号
- 10（2023年）